# Streptocarpus meyeri
Streptocarpus meyeri là một loài thực vật có hoa trong họ Tai voi. Loài này được B.L. Burtt miêu tả khoa học đầu tiên.